# Arnold Schiess
Arnold Schiess (* 13. Mai 1863 in Teufen AR; † 15. Juni 1937 in Trogen; heimatberechtigt ebenda) war ein Schweizer Pädagoge und Regierungsrat aus dem Kanton Appenzell Ausserrhoden.

## Leben
Arnold Schiess war der Sohn des Johann Bartholome Scheuss, Bäckermeister, und der Johanna Oertle. Er ehelichte 1887 Marina Hugener, Tochter des Bartholome Hugener, Wirt und Metzgermeister. Er heiratete 1900 ein zweites Mal und nahm Johanna Hartmann zur Frau, Tochter der Susanna Hartmann.
Er besuchte das Seminar in Kreuzlingen und fungierte danach als Hilfslehrer an der thurgauischen Knabenerziehungsanstalt in Emmishofen. Schiess war von 1886 bis 1889 als Primarlehrer in Trogen tätig. Von 1889 bis 1919 war er Leiter der Waisenanstalt in Trogen. Er wirkte von 1896 bis 1923 als Lehrer an der von ihm mitinitiierten Übungsschule. Von 1919 bis 1929 war Schiess als Bauernvertreter Mitglied der Kantonsregierung (Bau- und Landwirtschaftsdirektion). Zudem war er Mitglied der Gemeindeschulkommission, der Hilfsgesellschaft, des Armenvereins, der Kirchenvorsteherschaft und der Synode. Er amtierte als Präsident des Bienenzüchtervereins Appenzell-Mittelland, als Aktuar des kantonalen landwirtschaftlichen Vereins und als Vorstandsmitglied des Schweizer Bauernverbands.